# Tenbury Wells
Tenbury Wells este un oraș în comitatul Worcestershire, regiunea West Midlands, Anglia. Orașul se află în districtul Malvern Hills. 

## Curiozități culturale
Vâscul este emblema florală statală pentru statul american Oklahoma, respectiv floarea comitatului Herefordshire din Regatul Unit. 
În fiecare an, orășelul Tenbury Wells ține un Festival al vâscului, unde se încoronează o Regină a vâscului (a Mistletoe Queen).